# Echidna polyzona
 Echidna polyzona és una espècie de peix de la família dels murènids i de l'ordre dels anguil·liformes.

## Morfologia
Els mascles poden assolir els 70 cm de longitud total.

## Distribució geogràfica
Es troba des del Mar Roig i l'Àfrica oriental fins a les Hawaii, les Illes Marqueses, les Tuamotu, les Illes Ryukyu i la Gran Barrera de Corall.